# الجناح النفسي في غوانتانامو

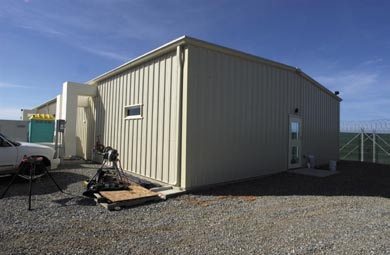
مبني الجناح النفسي في غوانتانامو.

الجناح النفسي في غوانتانامو هو أحد مخيمات الاعتقال للمعتقلين الإداريين خارج نطاق القضاء والاحتجاز في معتقل غوانتانامو في كوبا، حيث أعلنت وزارة الدفاع عن افتتاح جناح نفسي يتم نقل المعتقلين الذي يعانون من مشاكل نفسية إليه، وتم افتتاحه في مارس 2003. وعُين جيفري ميلر قائدًا للمخيم، وقال أن المخيم ليس للتقليل من محاولات الانتحار فقط بل لمعالجة المشاكل النفسية عموما.
في أبريل 2008 ذكر آدم روبنسون أن فريق المخيم يتكون من طبيب نفسي، وخمسة ممرضات و14 فني نفسي. وفي 7 يونيو 2010 ذكرت واشنطن بوست ذكرت أن المستندات الرسمية تذكر أن افتتاح المخيم كلف 2.9 مليون دولار أمريكي.

## أشهر معتقلي المخيم
| رقم الاعتقال | الاسم                            | ملاحظات                                                  |
| ------------ | -------------------------------- | -------------------------------------------------------- |
| 78           | محمد أحمد عبد الله صالح الحاناشي | ادعت السلطات الأمريكية انتحاره في 2009.                  |
| 156          | عدنان فرحان الشرعبي              | فاز بطلب المثول أمام المحكمة في 2010 ولكنه توفي في 2012. |
| 290          | أحمد بلبيشة                      | تم تسليمه لحكومة بلده.                                   |
| 669          | أحمد زياج سالم زهير              |                                                          |
| 743          | محمد سعد إقبال                   | باكستاني تعرض للتعذيب وتم إطلاق سراحه في 2008.           |
| 10029        | عناية الله                       | ادعت السلطات الأمريكية انتحاره في 18 مايو 2011.          |